# Cantonul Herbignac
Cantonul Herbignac este un canton din arondismentul Saint-Nazaire, departamentul Loire-Atlantique, regiunea Pays de la Loire, Franța.

## Comune
- Assérac
- Herbignac (reședință)
- La Chapelle-des-Marais
- Saint-Lyphard